# Арланда-Центральне (станція)
59°38′59″ пн. ш. 17°55′45″ сх. д. / 59.64959° пн. ш. 17.92912° сх. д.
Арланда-Центральне (швед. Arlanda centralstation) — залізнична станція на лінії Арланда, що обслуговує аеропорт Стокгольм-Арланда в Швеції. 

## Опис
Арланда-Центральне — одна з трьох залізничних станцій в аеропорту Арланда, дві інші — Арланда-Північне та Арланда-Південне, обидва обслуговуються виключно  Arlanda Express. 
Арланда-Центральне розташована безпосередньо під SkyCity, який знаходиться між терміналами 4 і 5, 

і знаходиться за 39 км від Стокгольм-Центральний. 
Розташований у тунелі завдовжки 5 км, що є одним із найдовших залізничних тунелів у Швеції. 

## Сервіс
Станцію обслуговують 70 щоденних регіональних поїздів та поїздів далекого сполучення, під орудою SJ AB.
SJ обслуговує швидкі поїзди на північ зі Стокгольма до Естерсунда, Сундсвалля та Умео.
З 9 грудня 2012 року стокгольмські приміські поїзди зупиняються на станції Арланда-Центральне що 30 хвилин (60 хвилин у вихідні дні вранці та ввечері). 
Час в дорозі від Арланда-Центральне до станції Стокгольм-Сіті — 36 хвилин, а до Уппсала-Центральне — 18 хвилин 

| Попередня станція            | Лінія             | Лінія                                         | Лінія | Наступна станція                        |
| ---------------------------- | ----------------- | --------------------------------------------- | ----- | --------------------------------------- |
| Кнівста до Упсала-Центральне |                   | Стокгольмська приміська залізниця маршрут №40 |       | Уппландс-Весбю до Седертельє-Центральне |
| Упсала-Центральне            |                   | SJ AB Norra stambanan                         |       | Стокгольм-Центральний                   |
| Упсала-Центральне            | SJ AB Осткусбанан |                                               |       | Стокгольм-Центральний                   |
| Упсала-Центральне            | SJ AB Далабанан   |                                               |       | Стокгольм-Центральний                   |
| Упсала-Центральне            |                   | Vy Tåg Нічний потяг до Верхнього Норрланду    |       | Стокгольм-Центральний                   |